# Notiothereva argentina
Notiothereva argentina är en tvåvingeart som beskrevs av Webb 2005. Notiothereva argentina ingår i släktet Notiothereva och familjen stilettflugor. Inga underarter finns listade i Catalogue of Life.